# V458 Vulpeculae
V458 Vulpeculae – gwiazda nowa położona w gwiazdozbiorze Liska, której wybuch zaobserwowano 8 sierpnia 2007, zaś kilka dni później osiągnęła jasność obserwowaną 8,1m. Jest to druga znana, po Nova Persei, nowa otoczona mgławicą planetarną.
Szacuje się, że masy obu gwiazd układu są na tyle duże, że oba te obiekty wzajemnie przyciągając się, zderzą się ze sobą, czego efektem będzie jeszcze większy wybuch supernowej.